# Colossal Order
Colossal Order ist ein finnischer Videospiele-Entwickler. Die Firma ist bekannt für ihre Wirtschaftssimulationen der Reihe Cities in Motion und die Städtebausimulation der Reihe Cities: Skylines. Colossal Order wurde 2009 in Tampere gegründet. Ihr Publisher ist Paradox Interactive, der alle Spiele des Studios testet, vermarktet, verkauft und vertreibt.

## Spiele
Die Partnerschaft von Colossal Order und Paradox Interactive erwies sich als konstruktiv. Colossal Order hat die Freiheit, jedes Spiel ohne Grenzen und Zeitpläne des Publishers zu entwickeln.
Im Gegensatz zu den Gründern des Unternehmens entwickelt Colossal Order keine Mobile-Spiele, sondern PC-/Konsolenspiele. Spiele von Colossal Order sind bekannt für ihre aktive Modding-Community. Einer der Mitarbeiter arbeitet durchgehend an Modding-Tools.
Das bekannteste Spiel des Unternehmens ist die Städtebausimulation Cities: Skylines, welche im März 2015 veröffentlicht wurde. Es ist den Spielen SimCity und Cities XL ähnlich. Die erste Erweiterung After Dark, die einen Tag-Nacht-Rhythmus ins Spiel bringt, erschien am 24. September 2015. Die zweite Erweiterung Snowfall, welche unter anderem ein Wettersystem und Winter-Inhalte beinhaltet, ist am 18. Februar 2016 erschienen. Die dritte Erweiterung mit dem Namen „Natural Disasters“ enthält Naturkatastrophen und eine Art in-Game Radio und erschien am 29. November 2016.
Am 6. März 2023 wurde Cities: Skylines II im Rahmen des Youtube-Livestreams Paradox Announcement Show angekündigt.
- Cities in Motion (2011)[6]
- Cities in Motion 2 (2013)[7]
- Cities: Skylines (2015)[8]
- Cities: Skylines II (2023)[9]